# Bahjoi
Bahjoi è una suddivisione dell'India, classificata come municipal board, di 29.993 abitanti, situata nel distretto di Moradabad, nello stato federato dell'Uttar Pradesh. In base al numero di abitanti la città rientra nella classe III (da 20.000 a 49.999 persone).

## Geografia fisica
La città è situata a 28° 23' 60 N e 78° 37' 0 E e ha un'altitudine di 191 m s.l.m..

## Società

### Evoluzione demografica
Al censimento del 2001 la popolazione di Bahjoi assommava a 29.993 persone, delle quali 15.680 maschi e 14.313 femmine. I bambini di età inferiore o uguale ai sei anni assommavano a 5.378, dei quali 2.891 maschi e 2.487 femmine. Infine, coloro che erano in grado di saper almeno leggere e scrivere erano 15.535, dei quali 9.246 maschi e 6.289 femmine.